# Suffomyia ismayi
Suffomyia ismayi är en tvåvingeart som beskrevs av Mcalpine 2007. Suffomyia ismayi ingår i släktet Suffomyia och familjen Canacidae. Inga underarter finns listade i Catalogue of Life.